# Lindor 2018
Pour les articles homonymes, voir Lindore.
La 12e cérémonie des Lindor a eu lieu le 29 septembre 2018 au Zéphyr à Cayenne en Guyane et a été diffusée en direct sur la chaîne Guyane 1re.
Cette cérémonie consiste à récompenser les artistes les plus populaires de l'année 2018 en Guyane.